# Нікішов Іван Федорович
Іван Федорович Нікішов (1894, село Варкіно Вологодської губернії — 5 серпня 1958, Москва) — начальник Головного Управління «Дальбуду» НКВС СРСР (1939—1948). Кандидат у члени ЦК ВКП(б) (1939—1952). Депутат Верховної Ради СРСР 1—2-го скликання (1937—1950), з 9.07.1945 генерал-лейтенант НКВС СРСР (з 1946 — МВС СРСР), Герой Соціалістичної Праці (20.01.1944).

## Ранні роки
Народився в селянській родині, закінчив сільську школу. З 13 років працював пастухом, батраком, потім в Царицині — вантажником, береговим робітникам і візником по найму.
У січні 1915 року призваний в армію, служив рядовим і старшим унтер-офіцером (фельдфебелем), воював на німецькому фронті.
У 1917 році член полкового ревкому. У липні 1918 року добровільно вступив до лав Червоної армії, учасник громадянської війни, командир батальйону, помічник командира полку. Брав участь в придушенні козацьких повстань на Уралі, а також повстань місцевого населення в Дагестані.
З жовтня 1919 року — член РКП (б).
З 1923 року — командир полку.

## Дати з біографії
- з 1924 — начальник Сальянського прикордонного загону ОГПУ в Закавказзі;
- з 1925 — начальник прикордонних загонів ОГПУ;
- з 1928 — слухач курсів удосконалення ВПШ ОГПУ (м. Москва);
- з 1929 — начальник 41 прикордонного загону ОГПУ в Закавказзі;
- з 1932 — командир 4 залізничної бригади;
- з 1934 — начальник Управління прикордонної та внутрішньої охорони (УПВО) НКВД Азербайджанської РСР;
- з 13.02.38 — начальник УПВО Ленінградського округу;
- з 29.11.38 — начальник УНКВС Хабаровського краю;
- з 11.10.39 — начальник Дальбуду НКВД (Магадан, до 24.12.48);
- з 15.08.49 — на пенсії. Похований у Москві на Ваганьковському кладовищі.

## Військові та спецзвання
- з 23.12.35 — комбриг;
- з 19.02.39 — комісар гб 3 рангу;
- з 09.07.45 — генерал-лейтенант.

## Нагороди
- Герой Соціалістичної Праці (20.01.1944)
- чотири ордени Леніна (26.04.1940, 17.01.1943, 20.01.1944, 21.02.1945)
- два ордени Червоного Прапора (14.02.1936, 3.11.1944)
- орден Кутузова I ступеня (24.02.1945) — за виконання плану видобутку золота і олова
- орден Трудового Червоного Прапора (11.01.1941)
- орден Трудового Червоного Прапора Закавказької РФСР
- орден Трудового Червоного Прапора Азербайджанської РСР
- Медалі СРСР
- знак Почесного працівника ВЧК—ОДПУ

## В літературі
- оповідання «Іван Федорович» — Варлама Шаламова(рос.)